# Jerzu
Jerzu est une commune italienne d'environ 3 300 habitants du massif montagneux du Gennargentu, située dans la province de Nuoro, dans la région Sardaigne, en Italie.

## Géographie
Jerzu se trouve sur la côte est de la Sardaigne.

## Économie
Le village est connu pour son vin, le Cannonau di Sardegna Jerzu, produit sur la commune.

## Administration
| Période                                  | Période | Identité | Étiquette | Qualité |
| ---------------------------------------- | ------- | -------- | --------- | ------- |
|                                          |         |          |           |         |
| Les données manquantes sont à compléter. |         |          |           |         |

### Communes limitrophes
Arzana, Cardedu, Gairo, Lanusei, Osini, Tertenia, Ulassai, Villaputzu

### Évolution démographique
Habitants recensés